# Тімо Сеппянен
Тімо Сеппянен (фін. Timo Seppänen, нар. 22 липня 1987, Гельсінкі) — фінський хокеїст, захисник.

## Ігрова кар'єра
Вихованець клубу ГІФК в якому і розпочав професійну хокейну кар'єру 2005 року. У складі столичної команди провів три сезони з перервами на частину матчів у складі клубу ГПК (Гямеенлінна).
2006 року був обраний на драфті НХЛ під 185-м загальним номером командою «Піттсбург Пінгвінс». 
У 2007 уклав трирічний контракт з клубом КалПа.
Сезон 2010/11 провів у складі шведського клубу «Седертельє», але вже наступного року повертається до СМ-Ліги уклавши контракт з ТПС, де і завершив кар'єру гравця.